# Pedro Victor Delmino da Silva
Pedro Victor Delmino da Silva (Maceió, 13 de abril de 1998), mais conhecido como Pedrinho, é um futebolista brasileiro que atua como meio-campista ou ponta-direita. Atualmente joga no Shakhtar Donetsk.

## Carreira

### Início
Natural de Maceió, Alagoas, Pedrinho ingressou nas categorias de base do Corinthians em 2013, após uma breve passagem pelo Vitória. Destaque na base em 2016, fez parte dos times que disputaram a Copa São Paulo de Futebol Júnior e o Campeonato Brasileiro Sub-20, mas terminou como vice-campeão em ambos os torneios. No ano seguinte, foi escolhido como o melhor jogador da Copa São Paulo de Futebol Júnior de 2017, na qual o Corinthians conquistou seu décimo título.

### Corinthians
Pedrinho realizou sua estreia oficial como profissional aos 18 anos, no dia 19 de março de 2017, entrando no segundo tempo de uma derrota por 1 a 0 contra a Ferroviária, válida pelo Campeonato Paulista. O meia teve seu contrato renovado no dia 25 de abril, assinando um novo vínculo até 2020. Já no dia 7 de maio, conquistou o seu primeiro título ao vencer a Ponte Preta na final do Campeonato Paulista.
Marcou seu primeiro gol como profissional no dia 26 de julho, numa vitória por 2 a 0 contra o Patriotas, da Colômbia, válida pela Copa Sul-Americana. Meses depois, em 16 de novembro, conquistou o Campeonato Brasileiro.
Nos anos seguintes, sagrou-se campeão do Paulistão de 2018 e 2019, neste último sendo titular contra o São Paulo, conquistando assim o tricampeonato paulista.
Com a saída do também meia Jadson, Pedrinho herdou a camisa 10 do Corinthians para a temporada 2020.

### Benfica
No dia 31 de janeiro de 2020, foi encaminhada a venda do jogador para o Benfica. Após uma primeira proposta recusada pelo Corinthians, de 15 milhões de euros (cerca de R$ 70 milhões), além da inclusão definitiva do atacante colombiano Yony González, avaliado em 5 milhões de euros (cerca de RR$ 23,5 milhões), o clube de Portugal melhorou a oferta, fechando a negociação em 20 milhões de euros (cerca de R$ 92 milhões de reais).

### Shakhtar Donetsk
Em 7 de junho de 2021, foi confirmada sua venda ao Shakhtar Donetsk por 18 milhões de euros. Em 17 de agosto, marcou o gol da vitória por 1–0 sobre o Monaco no Stade Louis II, partida de ida do play-off da Liga dos Campeões da UEFA; após um empate em 2–2 na partida de volta, o Shakhtar assegurou a sua vaga na fase de grupos da competição.
Pedrinho marcou quatro gols em 19 atuações até à paralisação das atividades do Shakhtar em fevereiro de 2022, devida à invasão da Ucrânia pela Rússia.

### Atlético Mineiro
Teve a sua contratação anunciada pelo Atlético Mineiro no dia 30 de junho de 2022, assinando por empréstimo de um ano. O jogador estreou pelo Galo no dia 21 de julho, atuando num empate em 1 a 1 contra o Cuiabá, pelo Campeonato Brasileiro. Em 28 de maio de 2024, Pedrinho anotou seus dois primeiros golos com a camisa do Galo na vitória sobre o Caracas por 4 a 0, na Arena MRV, em Belo Horizonte, pela sexta e última rodada da fase de grupos da Copa Libertadores.

## Seleção Brasileira

### Sub-23
Foi convocado pela Seleção Brasileira Sub-23 no dia 15 de maio de 2019 para o Torneio de Toulon, do qual foi campeão naquele mesmo ano. O jogador realizou sua estreia pelo Brasil no dia 2 de junho, durante a estreia da Seleção no torneio, numa goleada por 4 a 0 contra a Guatemala. Em 25 de outubro de 2019 foi convocado novamente para disputa do Torneio de Tenerife, do qual foi vice-campeão, após perder a final para a Argentina, por 1-0. Em 16 de dezembro de 2019 foi convocado para o pré-olímpico que irá disputar, em janeiro de 2020, na Colômbia, uma das duas vagas para as Olimpíadas 2020 em Tóquio. Foi titular em 5 das 7 partidas da Seleção no Pré-olímpico, marcando na 2° rodada da Primeira Fase, na vitória por 3 a 1 sobre o Uruguai.

## Estatísticas

### Clubes
Abaixo estão listados todos os jogos, gols e assistências do futebolista por clubes.
| Clube             | Temporada         | Campeonato nacional | Campeonato nacional | Campeonato nacional | Copa nacional[a] | Copa nacional[a] | Copa nacional[a] | Competições continentais[b] | Competições continentais[b] | Competições continentais[b] | Outros torneios[c] | Outros torneios[c] | Outros torneios[c] | Total | Total | Total   |
| Clube             | Temporada         | Jogos               | Gols                | Assist.             | Jogos            | Gols             | Assist.          | Jogos                       | Gols                        | Assist.                     | Jogos              | Gols               | Assist.            | Jogos | Gols  | Assist. |
| ----------------- | ----------------- | ------------------- | ------------------- | ------------------- | ---------------- | ---------------- | ---------------- | --------------------------- | --------------------------- | --------------------------- | ------------------ | ------------------ | ------------------ | ----- | ----- | ------- |
| Corinthians       | 2017              | 12                  | 0                   | 0                   | 0                | 0                | 0                | 2                           | 1                           | 0                           | 6                  | 0                  | 0                  | 20    | 1     | 0       |
| Corinthians       | 2018              | 35                  | 1                   | 2                   | 5                | 1                | 1                | 7                           | 0                           | 1                           | 10                 | 2                  | 1                  | 57    | 4     | 5       |
| Corinthians       | 2019              | 28                  | 5                   | 4                   | 4                | 0                | 1                | 8                           | 2                           | 0                           | 20                 | 0                  | 3                  | 60    | 7     | 8       |
| Corinthians       | 2020              | —                   | —                   | —                   | —                | —                | —                | —                           | —                           | —                           | 4                  | 0                  | 0                  | 4     | 0     | 0       |
| Corinthians       | Total             | 75                  | 6                   | 6                   | 9                | 1                | 2                | 17                          | 3                           | 1                           | 40                 | 2                  | 4                  | 141   | 12    | 13      |
| Benfica           | 2020–21           | 19                  | 0                   | 1                   | 6                | 1                | 2                | 5                           | 0                           | 0                           | 1                  | 0                  | 0                  | 31    | 1     | 3       |
| Benfica           | Total             | 19                  | 0                   | 1                   | 6                | 1                | 2                | 5                           | 0                           | 0                           | 1                  | 0                  | 0                  | 31    | 1     | 3       |
| Shakhtar Donetsk  | 2021–22           | 11                  | 3                   | 2                   | —                | —                | —                | 7                           | 1                           | 0                           | 1                  | 0                  | 0                  | 19    | 4     | 2       |
| Shakhtar Donetsk  | Total             | 11                  | 3                   | 2                   | —                | —                | —                | 7                           | 1                           | 0                           | 1                  | 0                  | 0                  | 19    | 4     | 2       |
| Atlético Mineiro  | 2022              | 7                   | 0                   | 0                   | —                | —                | —                | 1                           | 0                           | 0                           | —                  | —                  | —                  | 8     | 0     | 0       |
| Atlético Mineiro  | Total             | 7                   | 0                   | 0                   | —                | —                | —                | 1                           | 0                           | 0                           | —                  | —                  | —                  | 8     | 0     | 0       |
| Total na carreira | Total na carreira | 112                 | 9                   | 9                   | 15               | 2                | 4                | 30                          | 4                           | 1                           | 42                 | 2                  | 4                  | 199   | 17    | 18      |

- a. ^ Jogos da Copa do Brasil, Taça de Portugal e Taça da Liga
- b. ^ Jogos da Copa Sul-Americana, Copa Libertadores, Liga dos Campeões da UEFA e Liga Europa
- c. ^ Jogos do Campeonato Paulista, Supertaça de Portugal e Supercopa da Ucrânia

### Seleção Brasileira
Abaixo estão listados todos os jogos, gols e assistências do futebolista pela Seleção Brasileira, desde as categorias de base.[carece de fontes?]
Seleção Sub–23
| Ano               | Pré–Olímpico | Pré–Olímpico | Pré–Olímpico | Torneio de Toulon | Torneio de Toulon | Torneio de Toulon | Amistosos | Amistosos | Amistosos | Total | Total | Total   |
| Ano               | Jogos        | Gols         | Assist.      | Jogos             | Gols              | Assist.           | Jogos     | Gols      | Assist.   | Jogos | Gols  | Assist. |
| ----------------- | ------------ | ------------ | ------------ | ----------------- | ----------------- | ----------------- | --------- | --------- | --------- | ----- | ----- | ------- |
| 2019              | —            | —            | —            | 4                 | 1                 | 0                 | 8         | 1         | 1         | 12    | 2     | 1       |
| 2020              | 5            | 1            | 2            | —                 | —                 | —                 | —         | —         | —         | 5     | 1     | 2       |
| Total na carreira | 5            | 1            | 2            | 4                 | 1                 | 0                 | 8         | 1         | 0         | 17    | 3     | 3       |

## Títulos
Corinthians
- Copa São Paulo de Futebol Júnior: 2017
- Campeonato Paulista: 2017, 2018 e 2019
- Campeonato Brasileiro: 2017

Shakhtar Donetsk
- Supercopa da Ucrânia: 2021

Atlético-MG
- Campeonato Mineiro: 2023 e 2024

Seleção Brasileira Sub-23
- Torneio de Toulon: 2019